# Rachicallis americana
Rachicallis americana är en måreväxtart som först beskrevs av Nikolaus Joseph von Jacquin, och fick sitt nu gällande namn av Albert Spear Hitchcock. Rachicallis americana ingår i släktet Rachicallis och familjen måreväxter. Inga underarter finns listade i Catalogue of Life.